# Josh Thomas (comico)
Joshua Michael Thomas, meglio noto come Josh Thomas (Brisbane, 26 maggio 1987), è un comico, attore e sceneggiatore australiano.
È noto soprattutto come concorrente regolare del quiz show Talkin' 'Bout Your Generation, e come sceneggiatore e interprete della serie televisiva Please Like Me.

## Biografia
Thomas è nato a Brisbane, nel Queensland, ed è vissuto nella periferia ovest della città, a Chapel Hill e Westlake. Ha frequentato la Kenmore State High School, diplomandosi nel 2004.

### Carriera come comico
Nel 2005, all'età di diciassette anni, Josh Thomas è diventato il più giovane vincitore del RAW Comedy Award del Melbourne International Comedy Festival. È arrivato nelle finali di So You Think You're Funny dell'Edinburgh Festival Fringe. L'anno successivo è stato scelto per esibirsi a The Comedy Zone, tra i nuovi comici australiani più promettenti, presentato dal Melbourne International Comedy Festival.
Nel 2007 Thomas si è esibito nel suo primo show comico intitolato Please Like Me, al Melbourne International Comedy Festival, vincendo il Melbourne Airport Award come miglior esordiente.
Si è esibito in spettacoli dal vivo sia a livello nazionale che internazionale, e ha partecipato ai festival della comicità di Edimburgo e Montréal. Nel 2010 Thomas si è esibito in tour nel suo spettacolo Surprise avente come tema il coming out, portandolo all'Adelaide Fringe, al Brisbane Comedy Festival e al Melbourne International Comedy Festival. Nel 2011 si è esibito nello spettacolo Everything Ever al Melbourne Comedy Festival, tra gli altri.

### Carriera televisiva
Thomas è apparso in diversi programmi televisivi australiani, come The Sideshow, Stand Up Australia, Ready Steady Cook, Good News Week, Rove Live, Celebrity Splash e The Project.
Nel 2009 è diventato un concorrente regolare del quiz show Talkin' 'Bout Your Generation, giocando come capitano della squadra della Generazione Y. Ha partecipato anche a Celebrity MasterChef Australia, ma ha perso alla prima sfida contro Kirk Pengilly degli INXS.
Nel marzo del 2011 ha condotto un gala del Melbourne International Comedy Festival, che si tiene annualmente a sostegno di Oxfam.
Nel febbraio del 2013 è iniziata su ABC2 la messa in onda della serie Please Like Me, scritta e interpretata da Thomas. La prima stagione è costituita da sei episodi ed è basata sui suoi spettacoli comici.

### Altre attività
Thomas ha scritto vari articoli per la rivista per ragazze Girlfriend. Inoltre nel 2010 il quotidiano The Age ha pubblicato un suo articolo di opinione.
Thomas ha anche un podcast intitolato Josh Thomas and Friend, al quale partecipano lui e i suoi amici comici Melinda Buttle e Tom Ward.

## Vita privata
Thomas è dichiaratamente gay e ateo.

## Filmografia
- Please Like Me – serie TV, 32 episodi (2013-2016)
- The Strange Chores – serie animata, 6 episodi (2019-2022) – voce
- Everything's Gonna Be Okay – serie TV, 20 episodi (2020-2021)